# 长花胡麻草
长花胡麻草（学名：Centranthera cochinchinensis var. longiflora）为玄参科胡麻草属下的一个变种。